# Lista de senadores estaduais de Goiás da 9.ª legislatura

Esta é uma lista que registram os  senadores estaduais por Goiás, que compuseram a 9.ª legislatura do Congresso Legislativo do Estado. O PD (Partido Democrata) obteve unanimidade nas vagas nesta legislatura, refletindo seu poder político cada vez mais crescente. O Senado e Câmara Estaduais formavam o Congresso Legislativo.  

## Composição de bancadas
| Partido | Líder                     | Bancada | Posição |
| ------- | ------------------------- | ------- | ------- |
| PD      | Joaquim Rufino Ramos Jubé | 12 / 12 | Governo |

## Mesas diretoras
|      |                           |                            |                       |                           |                            |                         |
| Ano  | Presidente                | 1º Vice-presidente         | 1º Secretário         | 2º Secretário             | 3º Secretário              | 4º Secretário           |
| ---- | ------------------------- | -------------------------- | --------------------- | ------------------------- | -------------------------- | ----------------------- |
| 1921 | Joaquim Rufino Ramos Jubé | Miguel da Rocha Lima       | Luiz Guedes de Amorim | Possidônio Xavier Rebello | Deocleciano Nunes da Silva | Adolpho Teixeira        |
| 1922 | Joaquim Rufino Ramos Jubé | Miguel da Rocha Lima       | Luiz Guedes de Amorim | Adolpho Teixeira          | Deocleciano Nunes da Silva | Geraldino Caiado Fleury |
| 1923 | Joaquim Rufino Ramos Jubé | Olegário Delfino Rodrigues | Luiz Guedes de Amorim | Adolpho Teixeira          | Geraldino Caiado Fleury    | Alfredo Lopes de Morais |

## Senadores estaduais
| Partido | Nome                           |
| ------- | ------------------------------ |
| PD      | Adolpho Teixeira               |
| PD      | Antônio Martins Borges         |
| PD      | Deocleciano Nunes da Silva     |
| PD      | Francisco Perillo Júnior       |
| PD      | Geraldino Caiado Fleury        |
| PD      | Herculano de Souza Lobo        |
| PD      | Joaquim da Cunha de Bastos     |
| PD      | Joaquim Rufino Ramos Jubé      |
| PD      | José Rodrigues de Moraes Filho |
| PD      | Luiz Guedes de Amorim          |
| PD      | Miguel da Rocha Lima           |
| PD      | Possidônio Xavier Rebello      |